# Koryfí (ort i Grekland, Mellersta Makedonien, Nomós Kilkís)
Koryfí är en ort i Grekland.   Den ligger i prefekturen Nomós Kilkís och regionen Mellersta Makedonien, i den norra delen av landet, 400 km norr om huvudstaden Aten. Koryfí ligger 326 meter över havet och antalet invånare är 123.
Terrängen runt Koryfí är kuperad åt nordost, men åt sydväst är den platt. Runt Koryfí är det glesbefolkat, med 18 invånare per kvadratkilometer. Närmaste större samhälle är Kilkis, 18,6 km söder om Koryfí. Trakten runt Koryfí består till största delen av jordbruksmark.